# Angela Mortimer
Angela Mortimer, fullständigt namn Florence Angela Margaret Mortimer gift Barrett, född 21 april 1932, Plymouth, Devon, England. Brittisk tennisspelare. Hon vann perioden 1955-1961 totalt fyra titlar i Grand Slam-turneringar, varav tre i singel och en i dubbel. Under samma period var hon uppe i ytterligare fyra finaler. Hon var en av världens tio bästa spelare vid flera tillfällen under samma tidsperiod, och 1961 rankades hon som världsetta.
Mortimer upptogs 1993 i International Tennis Hall of Fame.

## Tenniskarriären
Mortimer spelade 1955 sin första Grand Slam-final i singel i Franska mästerskapen. Hon vann finalen över den sju år äldre amerikanskan Dorothy Knode (2-6, 7-5, 10-8). Samma år vann hon dubbelfinalen i Wimbledonmästerskapen tillsammans med landsmaninnan Anne Shilcock. Säsongen därpå, 1956, mötte hon Althea Gibson i final i Franska mästerskapen, men förlorade denna gång (0-6, 10-12). 
Angela Mortimer var 1958 nästa gång i final i en GS-turnering. Det var i Australiska mästerskapen där hon mötte den australiska spelaren Lorraine Coghlan, som hon besegrade med 6-3, 6-4. Sin sista Grand Slam-titel vann hon i singeltävlingen i Wimbledon 1961. Hon finalbesegrade där den nio år yngre brittiskan och publikfavoriten Christine Truman Janes i den första helbrittiska finalen sedan 1914, då Dorothea Douglass Chambers och Ethel Thomson Larcombe  möttes. Truman, som var i mycket god form, vann första set med 6-4 och tycktes gå mot en säker 2-0-seger. I mitten på andra set föll hon emellertid så illa att hon ådrog sig en skada i vänster höft. Hon kunde visserligen fortsätta att spela, men med nedsatt rörelseförmåga. Mortimer utnyttjade detta systematiskt och vann slutligen med 4-6, 6-4, 7-5.
Angela Mortimer spelade i det brittiska laget i Wightman Cup 1953, 1955-56 och 1959-61. Hon var lagkapten 1964-70.

## Spelaren och personen
Angela Mortimer är framförallt känd som spelaren som trots ett fysiskt handikapp nådde världseliten i tennis. Under stora delar av sin karriär led hon av kraftigt nedsatt hörsel. Hon har berättat att hon visserligen kunde höra publikens applåder, men inte mycket annat. Hon ansåg dock att hörselnedsättningen snarast hjälpte henne att koncentrera sig på spelet. Hennes hörsel förbättrades markant efter en operation 1961. 
Angela Mortimer började spela tennis som 15-åring. Hon visade tidigt upp fallenhetr för spelet och utvecklades till en komplett spelare. Hon var mycket lättrörlig och snabb på banan, hade en utomordentlig blick för spelet och en stor förmåga att utnyttja motståndarens svagheter. 
Hon är gift med John Edward Barrett, tidigare Davis Cup-spelare. Paret är bosatt i London.

## Grand Slam-titlar
- Australiska mästerskapen
  - Singel - 1958
- Franska mästerskapen
  - Singel - 1955
- Wimbledonmästerskapen
  - Singel - 1961
  - Dubbel - 1955